# NGC 3769
NGC 3769 هو اصطدام مجري، يقع في كوكبة الدب الأكبر. اكتشف في 1788، وقد اكتشفه ويليام هيرشل. يبعد عن الأرض 17.1 .، ويبعد عن الأرض 11.46 .، ويبعد عن الأرض 11.5 .، ويبعد عن الأرض 15.1 .، ويبعد عن الأرض 19.8 .، ويبعد عن الأرض 16 .، ويبعد عن الأرض 14.00 .، ويبعد عن الأرض 17.2 .، ويبعد عن الأرض 18.00 .، ويبعد عن الأرض 16 .

## روابط خارجية
- NGC 3769 على موقع ويكي سكاي: DSS2, SDSS, GALEX, IRAS, Hydrogen α, X-Ray, Astrophoto, Sky Map, Articles and images